# Themelo
Themelo  este un sat în Grecia în Prefectura Preveza.